# Lisis de Tarento
Lisis de Tarento (¿? - 390 a. C.) fue un filósofo griego. Su vida es oscura, pero en general se acepta que durante la persecución de los pitagóricos en Crotona y Metaponto escapó y se fue a Tebas, donde se convirtió en maestro de Epaminondas, por el que mantuvo una alta estima. También allí recibió la influencia de Filolao.
Le han sido acreditadas muchas obras normalmente atribuidas a Pitágoras. Diógenes Laercio le atribuyó tres de ellas y Mullach le atribuyó incluso los Versos Dorados. Sin embargo, se suele considerar que estos versos no pertenecen a una única persona sino que son obra de varios autores.